# 固城镇 (清丰县)
固城镇，原为固城乡，是中华人民共和国河南省濮阳市清丰县下辖的一个乡镇级行政单位。2018年撤乡设镇。区划代码改为410922107。

## 行政区划
固城镇下辖以下地区：
南街村、北街村、朱潘生村、曹潘生村、和潘生村、旧城村、东郭村、张曹村、西郭村、李郭村、豆庄村、刘张庄村、张庄外村、张庄里村、北固城村、李焦村、黄焦村、张屯村、姚屯村、吕家村、王崔村、杜家洼村、前马厂村和后马厂村。